# Charidotella tumida
Charidotella tumida là một loài bọ cánh cứng trong họ Chrysomelidae. Loài này được Champion miêu tả khoa học năm 1894.